# (18938) Zarabeth
(18938) Zarabeth (2000 QU44) – planetoida z grupy pasa głównego asteroid okrążająca Słońce w ciągu 4,46 lat w średniej odległości 2,71 j.a. Odkryta 24 sierpnia 2000 roku.